# یوری یاتسف
یوری یاتسف (انگلیسی: Yuri Yatsev؛ زادهٔ ۲ مارس ۱۹۷۹) ورزشکار واترپلو اهل روسیه است.
وی در مسابقات کشوری و بین‌المللی در مجموع برندهٔ ۱ مدال طلا، ۱ مدال نقره شده‌است.